# São Tomé
São Tomé (portugalsko: Sveti Tomaž) je glavno mesto otoške države Sveti Tomaž in Princ v Gvinejskem zalivu (zahod Srednje Afrike). S približno 57.000 prebivalci (po projekciji za leto 2008) je največje mesto v državi in eno glavnih pristanišč, tu je tudi sedež nacionalno pomembnih ustanov, v bližini pa še mednarodno letališče. Stoji ob severovzhodni obali istoimenskega otoka blizu ekvatorja.
Med znamenitostmi so mestna stolnica, portugalska trdnjava iz leta 1575, v kateri zdaj domuje narodni muzej, in predsedniška palača. V São Toméju stoji tudi radijski oddajnik, prek katerega pošilja svoj signal ameriška vladna radijska postaja Voice of America po večini Afrike.

## Zgodovina
Mesto je leta 1493 ustanovil Portugalec Avaro Caminha, ki je dobil otok v zakup od kraljevine. Gospodarstvo je temeljilo na izvozu sladkornega trsa in kasneje na trgovini s sužnji. Sčasoma je pomen mesta zasenčilo pristanišče Santo António na otoku Príncipe, ki je leta 1753 prevzelo vlogo glavnega mesta. São Tomé je ponovno postal prestolnica leta 1852, ko je po zatrtju čezoceanske trgovine s sužnji otok São Tomé spet postal gospodarsko najpomembnejši, tokrat na račun pridelave kave in kakava.
V São Toméju in okolici so leta 1953 vladni predstavniki izvedli pokol upornih delavcev na plantažah, ki je sprožil proces osamosvajanja države. Leta 1975 je tako São Tomé postal glavno mesto samostojne države Sveti Tomaž in Princ.

## Mednarodne povezave
São Tomé ima uradne povezave (pobratena/sestrska mesta oz. mesta-dvojčki) z naslednjimi mesti po svetu:
- Kingstown, Sveti Vincencij in Grenadine
- Lizbona, Portugalska[6]